# Zora Rozsypalová

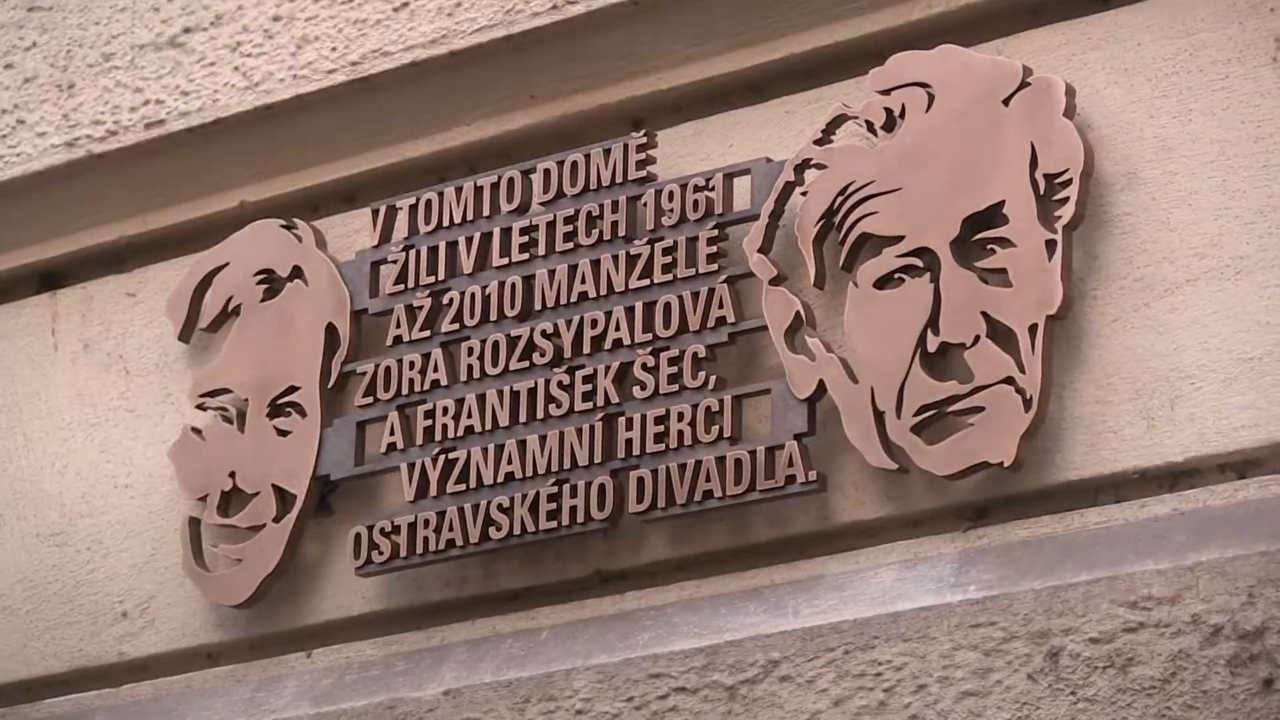
Pamětní deska na domě Poštovní 10, kde manželé žili v letech od roku 1961

Zora Rozsypalová (3. září 1922 Kroměříž – 23. ledna 2010 Praha-Ďáblice) byla česká divadelní a filmová herečka.

## Život
Pocházela z Kroměříže, kde také maturovala na místním gymnáziu v roce 1941. Herectví vystudovala na brněnské Státní konzervatoři (absolutorium 1945).
Po válce nastoupila do svého prvního angažmá v Horáckém divadle v Jihlavě (1945–1947), následně působila v Krajském oblastním divadle Olomouc (1947–1961), kde se začala uplatňovat především v postavách klasického repertoáru. V roce 1961 přišla do souboru činohry Státního divadla v Ostravě a v tomto angažmá zůstala až do svého odchodu do důchodu. V roce 1965 byla jmenována zasloužilou umělkyní.
Její filmografie není příliš rozsáhlá, podepsalo se na tom její působení mimo centrum a také omezení její umělecké činnosti normalizačním režimem. Mezi filmy, ve kterých hrála, patří Archa bláznů (1970), Metráček (1971) nebo televizní film Hra pro tři (1990). Její poslední filmová role byla v roce 2006 ve filmu Věry Chytilové Hezké chvilky bez záruky. Její kultivovaný herecký projev našel rovněž uplatnění v rozhlase.
V roce 1994 jí byla udělena Cena Thálie za celoživotní mistrovství v činohře.
Jejím manželem byl herec František Šec, jejich společný syn Martin Šec (* 1952) je filmový a televizní kameraman (např. Bylo nás pět, Rebelové, Operace Silver A).